# 4 juin 1958
Le mercredi 4 juin 1958 est le 155e jour de l'année 1958.

## Naissances
- Aušra Maldeikienė, économiste lituanienne
- Eddie Velez, acteur américain
- Henry Jenkins, chercheur et essayiste américain
- Jacques Cattin, député français
- Josef Rubinstein, dessinateur de bande dessinée américain
- Kenny Cresswell, joueur de football néo-zélandais
- Pascal Lecocq, peintre et scénographe français
- René Zahnd, journaliste suisse
- Thomas Hales, mathématicien américain
- Tito Nieves, musicien portoricain
- Virginia Gilder, rameuse américaine

## Décès
- Eleanor Hallowell Abbott (née le 22 septembre 1872), écrivain américaine
- Guillaume Fatio (né le 11 septembre 1865), universitaire, historien, banquier et personnalité politique suisse
- Leo Greenwald (né le 23 novembre 1892), éditeur de comics américain
- Mechtilde Lichnowsky (née le 8 mars 1879), écrivaine allemande
- Nicolás de Cardona (né le 27 mars 1869), explorateur espagnol
- Paul Marie Mirouel (né le 4 septembre 1869), militaire français

## Événements
- Discours de Charles de Gaulle à Alger, amorcé par son fameux Je vous ai compris.
- Fin du championnat des Pays-Bas de football 1957-1958